# 粟国諸島
粟国諸島（あぐにしょとう）は、日本の沖縄諸島を構成する島嶼群の一つ。沖縄本島から約60km西、久米島と慶良間諸島のほぼ中間に位置する。

## 地理
粟国村の粟国島と、渡名喜村の渡名喜島と入砂島（無人島）から成るが両村間も離れているため「粟国諸島」の名称自体、地図などの公式なものにも表記されていない。そのため粟国・渡名喜両島間を結ぶ航路はない。
- 粟国島（粟国村）
- 渡名喜島（渡名喜村）
- 入砂島（同・無人島）

## 公的機関における呼称
天気予報などで使われる「慶良間・粟国諸島」は上記の島々に慶良間諸島が加わる。ちなみに2002年に天気予報が地域細分化される前、粟国村は「沖縄本島北部」の管轄だったが、現在は一次区分では「沖縄本島中南部」になっている。
2002年に沖縄気象台が気象情報で発表する注意報や警報の発令区域を細分化した際、渡名喜村も予報範囲に含まれる「沖縄本島中南部」をより細分化し「（沖縄本島）南部」（浦添市・西原町以南の本島南部）、「（沖縄本島）中部」（宜野湾市・中城村以北の本島中部）、そして「慶良間・粟国諸島」（渡嘉敷村・座間味村・粟国村・渡名喜村）とした際に初めて「粟国諸島」という名称が使われるようになった。
以後、もっぱら天気予報や気象情報において「粟国諸島」という名称が使用されているが、その他の用途でこの呼称が用いられることは稀である。

## 交通
北側に粟国島、南側に渡名喜島がある。主な交通手段としては粟国島へは那覇港（泊ふ頭）から村営フェリー・ニューフェリーあぐに、那覇空港から第一航空のツイン・オッター（19人乗り）がそれぞれ就航している。渡名喜島へは那覇港（泊ふ頭）から久米商船がフェリー琉球又はフェリー海邦が久米島（兼城港）への経由地として就航している。